# Arpheuilles (Cher)
Arpheuilles és un municipi francès, situat al departament de Cher i a la regió de Centre – Vall del Loira. L'any 2007 tenia 340 habitants.

## Demografia

### Població
El 2007 la població de fet d'Arpheuilles era de 340 persones. Hi havia 136 famílies, de les quals 32 eren unipersonals (16 homes vivint sols i 16 dones vivint soles), 56 parelles sense fills i 48 parelles amb fills.
La població ha evolucionat segons el següent gràfic:
Habitants censats

### Habitatges
El 2007 hi havia 171 habitatges, 135 eren l'habitatge principal de la família, 18 eren segones residències i 17 estaven desocupats. 166 eren cases i 2 eren apartaments. Dels 135 habitatges principals, 121 estaven ocupats pels seus propietaris, 12 estaven llogats i ocupats pels llogaters i 2 estaven cedits a títol gratuït; 2 tenien una cambra, 6 en tenien dues, 26 en tenien tres, 43 en tenien quatre i 59 en tenien cinc o més. 97 habitatges disposaven pel capbaix d'una plaça de pàrquing. A 53 habitatges hi havia un automòbil i a 77 n'hi havia dos o més.

### Piràmide de població
La piràmide de població per edats i sexe el 2009 era:
| Homes | Edats   | Dones |
| ----- | ------- | ----- |
| 0     | 95 o +  | 0     |
| 0     | 90 a 94 | 4     |
| 4     | 85 a 89 | 8     |
| 0     | 80 a 84 | 0     |
| 12    | 75 a 79 | 8     |
| 8     | 70 a 74 | 12    |
| 4     | 65 a 69 | 0     |
| 20    | 60 a 64 | 8     |
| 4     | 55 a 59 | 8     |
| 4     | 50 a 54 | 16    |
| 36    | 45 a 49 | 4     |
| 12    | 40 a 44 | 20    |
| 0     | 35 a 39 | 12    |
| 8     | 30 a 34 | 4     |
| 8     | 25 a 29 | 24    |
| 4     | 20 a 24 | 4     |
| 16    | 15 a 19 | 8     |
| 4     | 10 a 14 | 8     |
| 4     | 5 a 9   | 8     |
| 4     | 0 a 4   | 12    |

## Economia
El 2007 la població en edat de treballar era de 213 persones, 161 eren actives i 52 eren inactives. De les 161 persones actives 143 estaven ocupades (79 homes i 64 dones) i 18 estaven aturades (6 homes i 12 dones). De les 52 persones inactives 22 estaven jubilades, 14 estaven estudiant i 16 estaven classificades com a «altres inactius».

### Ingressos
El 2009 a Arpheuilles hi havia 138 unitats fiscals que integraven 359,5 persones, la mediana anual d'ingressos fiscals per persona era de 16.515 €.

### Activitats econòmiques
Dels 6 establiments que hi havia el 2007, 2 eren d'empreses de construcció, 1 d'una empresa de comerç i reparació d'automòbils, 2 d'empreses d'hostatgeria i restauració i 1 d'una empresa classificada com a «altres activitats de serveis».
Dels 4 establiments de servei als particulars que hi havia el 2009, 1 era un paleta, 1 perruqueria i 2 restaurants.
L'any 2000 a Arpheuilles hi havia 15 explotacions agrícoles que ocupaven un total de 945 hectàrees.

## Equipaments sanitaris i escolars
El 2009 hi havia una escola elemental integrada dins d'un grup escolar amb les comunes properes formant una escola dispersa.

## Poblacions més properes
El següent diagrama mostra les poblacions més properes.